# François Barraud
François-Emile Barraud (ur. 24 listopada 1899 w La Chaux-de-Fonds, zm. 11 września 1934 w Genewie) – malarz szwajcarski, zaliczany do twórców Nowej Rzeczowości. Posługiwał się pseudonimem Gustave-François.

## Życiorys
Podobnie jak jego trzej bracia Aimé, Aurèle i Charles wyuczył się zawodu malarza i sztukatora. Dodatkowo uczył się wraz z braćmi od 1911 na wieczorowych kursach rysunku i modelowania w miejscowej Szkole Sztuk Użytkowych.
Od roku 1922 pracował w Reims jak rzemieślnik, 1924 przeniósł się do Paryża, aby zapoznać się ze zbiorami Luwru. Pracował tam jako artysta i rzemieślnik.
Zamieszkiwał kolejno w Reims, Leysin, Vevey i La Chaux-de-Fonds, ostatecznie zamieszkał 1931 w Genewie po uwieńczonej sukcesem wystawie prac w tamtejszej Galerie Moos. Barraud cierpiał przez całe życie wskutek gruźlicy i zmarł przedwcześnie w 34. roku życia.
Twórczość jego ograniczała się do portretów, także autoportretów i portretów podwójnych z żoną Marią, aktów i niekiedy pejzaży.

## Galeria

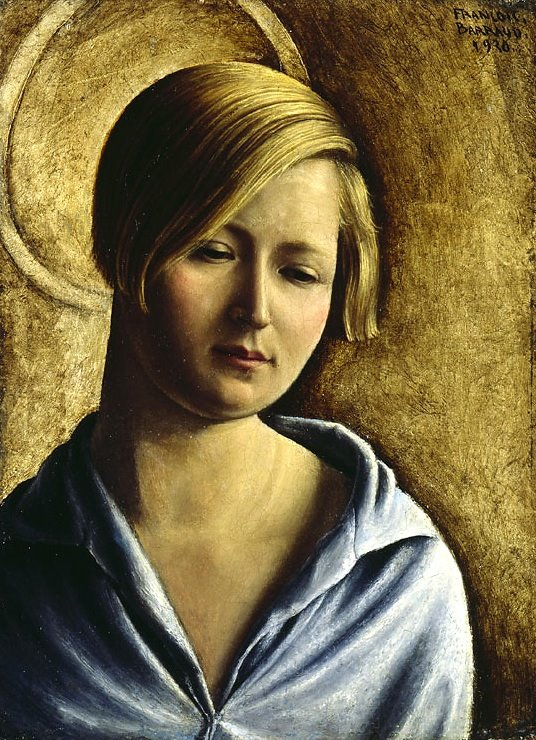
Świętoszka
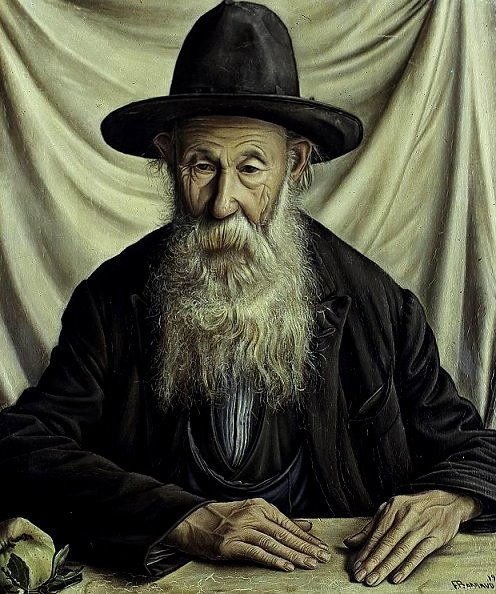
Włóczęga
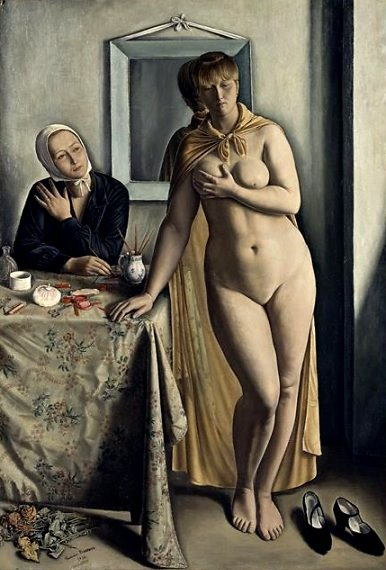
Toaleta
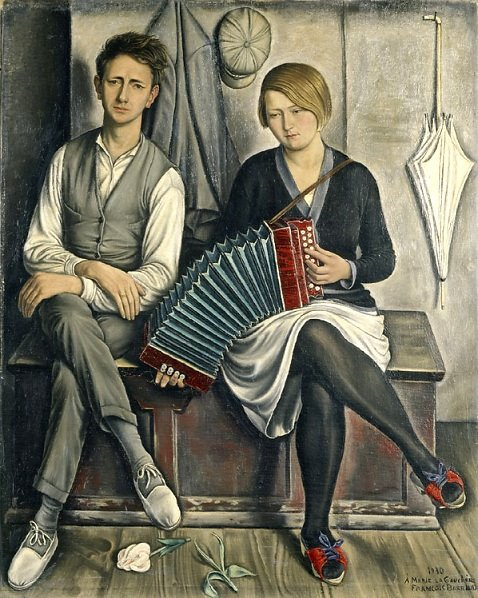
Malkontent
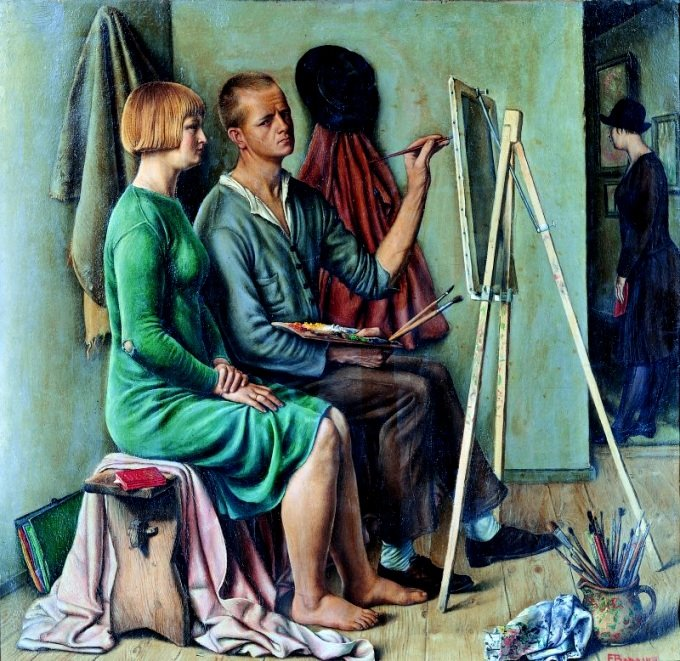
Atelier, 1928